# Eilema ambrosiana
Eilema ambrosiana är en fjärilsart som beskrevs av Max Wilhelm Karl Draudt 1933. Eilema ambrosiana ingår i släktet Eilema och familjen björnspinnare. Inga underarter finns listade i Catalogue of Life.